# 2014年永善地震
2014年永善地震发生于2014年8月17日06时07分，震中位于云南省昭通市永善县（东经103.5度，北纬28.1度），震级爲里氏5.0级，震源深度约7公里。截至18日14時許，地震已造成20人受傷。
这次地震和於8月3日發生的鲁甸地震震中相距113公里，和魯甸地震不屬於同一地震。兩次地震共同構成了震群活動。

## 参看
- 2014年云南地震